# Campionat d'Europa de bandy
El Campionat d'Europa de bandy de 1913 va ser el primer i fins ara únic torneig de Campionat d'Europa a bandy. La competència es va dur a terme al febrer de 1913 a Saint-Moritz, Suïssa.

## Antecedents
El bandy modern es va originar a Anglaterra i les primeres regles es van publicar el 1882. Aviat es va convertir en un esport popular a diversos països d'Europa central i del Nord, així com a Rússia. A partir de 1901, el bandy es va jugar en els Jocs Nòrdics Escandinaus, que va ser el primer esdeveniment multiesportiu internacional centrat en els esports d'hivern. Les regles difereixen entre països. El més popular va ser el joc 7 contra 7, però Suècia, Finlàndia i Rússia van preferir les regles de l'11 contra 11. En alguns països, com Letònia, el bandy es va jugar 9 contra 9.
Els Campionats d'Europa de 1913 van ser organitzats per la Federació internacional d'Hoquei sobre Gel establerta en 1908. Els partits es van jugar amb equips de 7 homes. El nombre d'equips participants va anar cinc. Com Suècia i Rússia van seguir les regles dels equips de 11 homes, van rebutjar la invitació i van competir en els Jocs Nòrdics de 1913 a Estocolm. L'equip alemany estava format principalment per membres de l'Leipziger-HK, que se suposava que també jugaria a Estocolm. però com molts dels seus jugadors van ser seleccionats per a la selecció alemanya, van decidir viatjar a Saint-Moritz.

## Seqüeles
El torneig de 1913 va ser el pic de bandy en totes les nacions participants, ja que l'esclat de la Primera Guerra Mundial va posar fi a les competicions internacionals. Després que va acabar la guerra, el Comitè Olímpic Internacional va incloure l'hoquei sobre gel en els Jocs Olímpics d'Estiu de 1920 en lloc de bandy. Això es devia al fet que el bandy era totalment desconegut a Amèrica de Nord i al fet que Anvers tenia una sorra coberta de la mida d'un hoquei sobre gel. La decisió del COI va provocar el declivi del bandy a Europa central i Gran Bretanya quan els jugadors de bandy van canviar a l'hoquei sobre gel. Després de la dècada de 1920, el bandy només es va jugar a la Unió Soviètica, Estònia, Letònia i tres dels països nòrdics. En la dècada de 1930, el bandy també va desaparèixer d'Estònia i Letònia (tornar-hi quan ja no eren països independents, sinó repúbliques soviètiques). Va ser completament o gairebé oblidat a Anglaterra, Itàlia, França, Suïssa i Bèlgica, que van participar al Campionat d'Europa de 1913. Àustria, Hongria, Alemanya, els Països Baixos i Eslovàquia (en 1913 una part d'Àustria-Hongria) van ser països on el bandy va sobreviure més temps, fins ben entrada la dècada de 1920.

## Nova època
El 6 de gener de 2014, la Federació Internacional de Bandy va organitzar un torneig de quatre nacions a Davos per celebrar el centenari del Campionat d'Europa de 1913. República Txeca, Alemanya, Hongria i Països Baixos van jugar en el mateix lloc que fa 101 anys. Els holandesos van guanyar aquest Campionat d'Europa no oficial. En 2016, es va dur a terme un torneig mica més petit anomenat Davos Cup amb equips nacionals de tres països europeus. Això va ser guanyat per Estònia.